# 黒衣のアルバ女公爵
『黒衣のアルバ女公爵』（こくいのアルバじょこうしゃく、西: La duquesa de Alba de negro, 英: The Black Duchess）は、スペインのロマン主義の巨匠フランシスコ・デ・ゴヤが1797年に制作した肖像画である。油彩。第13代アルバ女公爵マリア・デ・シルバ・イ・アルバレス・デ・トレドを描いている。『白衣のアルバ女公爵』（La duquesa de Alba de blanco）とともに、ゴヤが同時期に描いた女公爵の数多くある肖像画の1つ。現在はニューヨークのアメリカ・ヒスパニック協会に所蔵されている。

## 人物
女公爵マリア・デ・シルバは1762年に、第12代アルバ公爵フェルナンド・デ・シルヴァの息子で第10代ウエスカル公爵のフランシスコ・デ・パウラと、マリア・デル・ピラール・デ・シルバ＝バザン・イ・サルミエントの娘としてマドリードに生まれた。1770年に父を亡くしたためコリア女侯爵となり、祖父の遺産相続人となった。1775年にいとこにあたる第11代ビリャフランカ侯爵ホセ・アルバレス・デ・トレド・イ・ゴンサガと結婚。夫妻は劇作家ラモン・デ・ラ・クルスや女優ラ・ティラナをはじめとして、音楽家、画家たちを後援し、マドリードのシベーレス広場の隣にブエナビスタ宮殿を建設した。女公爵は18世紀後半のスペイン宮廷で最も印象的な人物の1人であった。マドリードを訪れたフランス人作家ジャン＝マリー＝ジェローム・フルーリオは、「アルバ女公爵の頭には欲望を呼び起こさない髪の毛は1本もない」と断言した。ゴヤが女公爵と親密な関係にあったという伝説はほぼ歴史的事実として受け入れられているが、この関係は長くは続かず、ゴヤはひどく失望したようである。女公爵がゴヤの有名な『裸のマハ』（La maja desnuda）と『着衣のマハ』（La maja vestida）のモデルをしたという伝説もあるが、女公爵は脊柱側弯症を患っていたため、これらの作品のためにポーズをとることはできなかったと考えられている。1802年7月23日、女公爵はバルキーリョ通りの自宅で髄膜脳炎により死去した。当時から毒殺されたとの噂があったが、犯罪の証拠は発見されていない。

## 作品

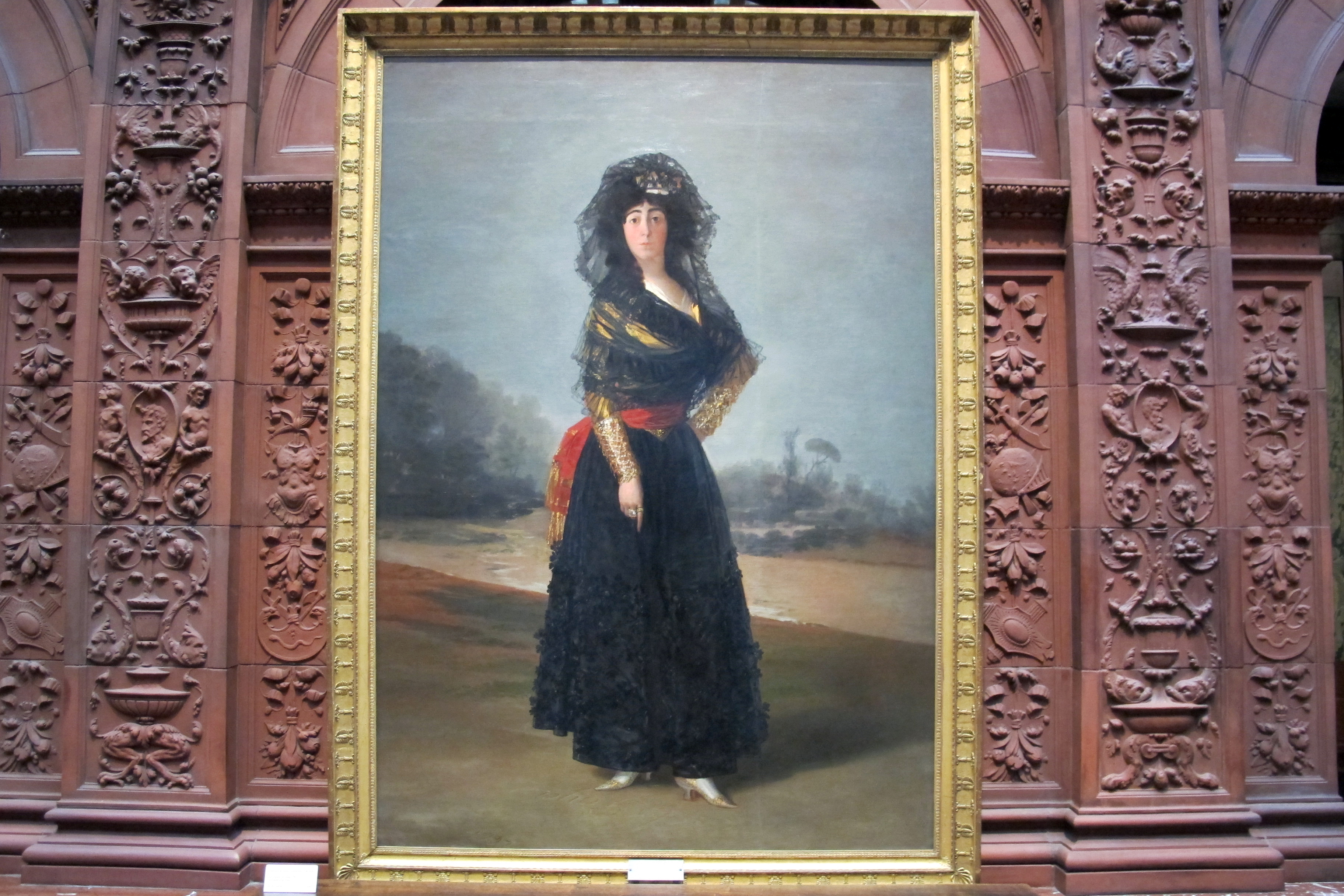
額縁と展示。

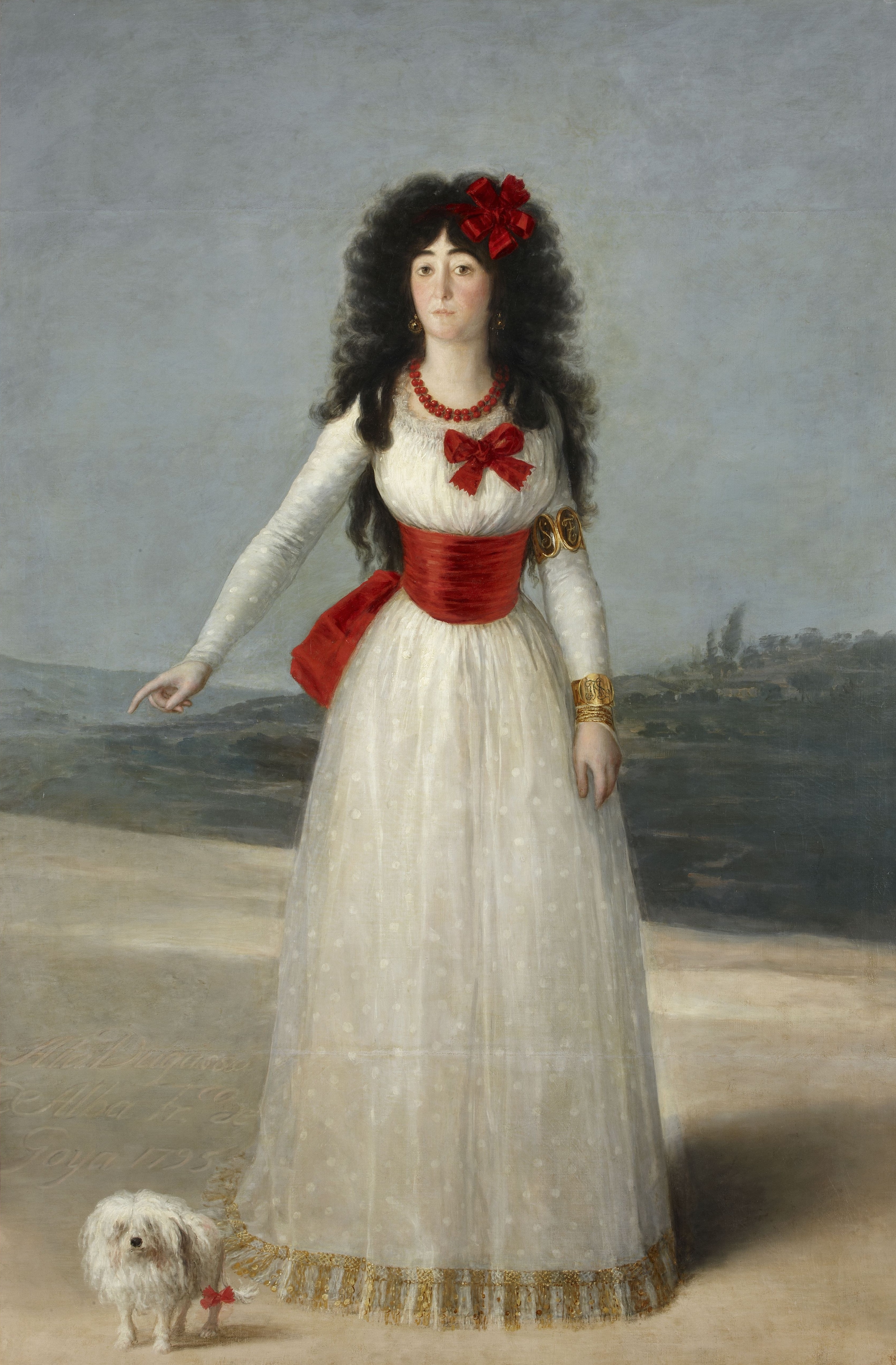
ゴヤの『白衣のアルバ女公爵』。1795年頃。リリア宮殿所蔵。

黒いドレスを着たアルバ女公爵は自然の風景の中に立っている。この場所は夫が死去した1796年に女公爵が訪れたカディス近郊のサンルーカル・デ・バラメーダかグアダルキビール川の氾濫原と思われる。ゴヤが1796年から1797年にかけて数か月間、サンルーカル・デ・バラメーダの女公爵の邸宅を訪れたとき、35歳の女公爵は未亡人になったばかりで、美しさの絶頂期にあった。ゴヤは1797年にこの地で本作品を制作したと考えられている。
女公爵の顔はほとんど表情がなく、大きな黒い瞳が目立っており、頬には薄く紅が塗られている。女公爵のマハ風の黒いドレスは優雅で、腰に結ばれた赤い帯や金色の袖が画面に華やかさを添えている。この黒いドレスは喪に服す意図があると考えられている。以前の肖像画『白衣のアルバ女公爵』では白いドレスを着て髪を下ろしているのに対し、本作品では女公爵の髪はマンティーリャと呼ばれる黒い半透明のレースのヴェールで覆われている。また黒いドレスの裾からは当時流行していた白い木靴がのぞいている。女公爵のポーズは印象的である。彼女は左手を腰に置き、右手を伸ばして地面に記された「ゴヤのみ」（Solo Goya）という文字を指差している。文字は画面の中の女公爵が読むことができるように逆さまに記されている。右手の人差し指と中指にはそれぞれ「ゴヤ」（Goya）および「アルバ」（Alba）と刻まれた指輪をはめている。「ゴヤのみ」の文字から少し離れた場所には制作年が記されている。
ゴヤの印象的な筆遣いと色彩は女公爵の個性を喚起するポーズと衣装の表現、特にマンティーリャと袖に最もよく現れている。背景の風景画は柔らかくほとんど透明なグレーズを使用して描かれ、女性像の効果を高め、ロマン主義的な精神を呼び起こしている。ゴヤのイメージは彼の描いた王室の肖像画に似ており、より広い意味ではディエゴ・ベラスケスの作品を思い起こさせる。

## 来歴
肖像画は女公爵の死後もゴヤのアトリエに保管されていたため、画家にとって非常に個人的かつ重要な意味を持つ作品であったと考えられている。これ以降の作品は女公爵に対するゴヤの失望を示唆しているが、この肖像画はそれより前に制作されたものである。ゴヤの死後、肖像画は息子フランシスコ・ハビエル・ゴヤ・イ・バイユー（Francisco Javier Goya y Bayeu）に相続されたが、ハビエルはこれをフランス国王ルイ・フィリップ1世のためにスペイン絵画を収集していたイジドール・ジュスティン・セヴェリン・テイラー男爵に売却した。その後、肖像画はルイ・フィリップ1世の手に渡り、一時はルーヴル美術館に収蔵されたが、1848年の2月革命で王政が廃止されると、その子供たちはフランスを追われたため、ルイ・フィリップ1世が1850年に死去すると本作品を含むコレクションはイギリスの遺産相続人のもとへと渡った。さらにその3年後の1853年、ルイ・フィリップ1世のコレクションはロンドンのクリスティーズで競売にかけられ（ロット番号444）、フランスのペレール兄弟によって取得された。1868年、ペレール兄弟は肖像画を競売で売却し（ロット番号26）、美術商アレクシス＝ジョゼフ・フェーヴル（Alexis-Joseph Febvre）によって購入された。その後、肖像画は何人かの所有者を経て1906年に画廊ギンペル＆ウィルデンシュタイン（Gimpel & Wildenstein）の手に渡った。最終的に肖像画はアメリカ・ヒスパニック協会の設立者であるアーチャー・ミルトン・ハンティントンによって購入され、翌1907年に同協会に寄贈された。

## ギャラリー
ディテール

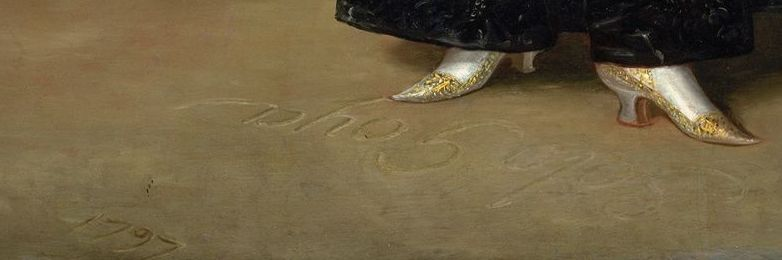
地面に逆向きに記された「ゴヤのみ」の文字。少し離れた位置に制作年が記されている。

関連するゴヤの作品

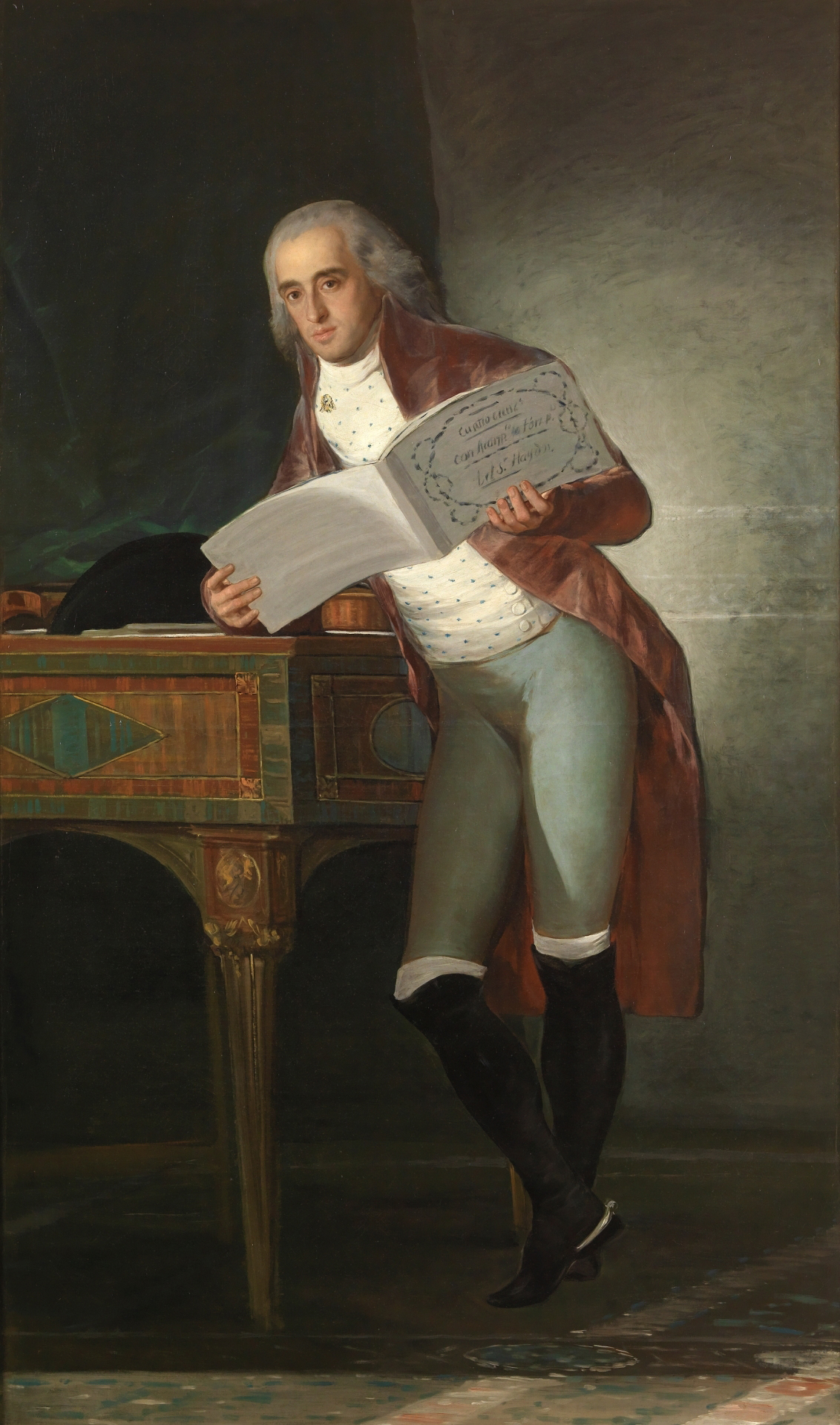
『アルバ公爵ホセ・アルバレス・デ・トレドの肖像』1795年 プラド美術館所蔵
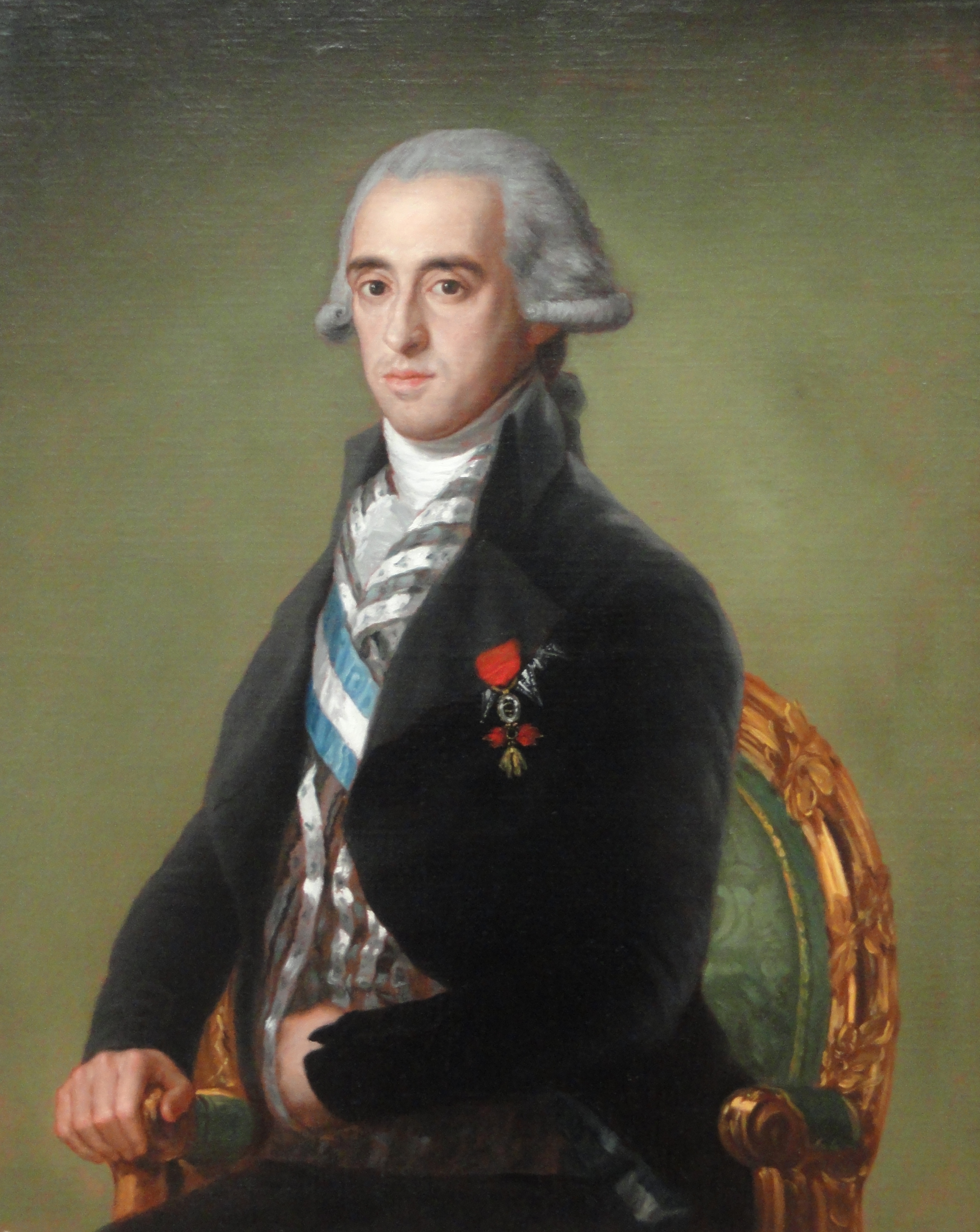
『アルバ公爵ホセ・アルバレス・デ・トレドの肖像』1795年頃 シカゴ美術館所蔵
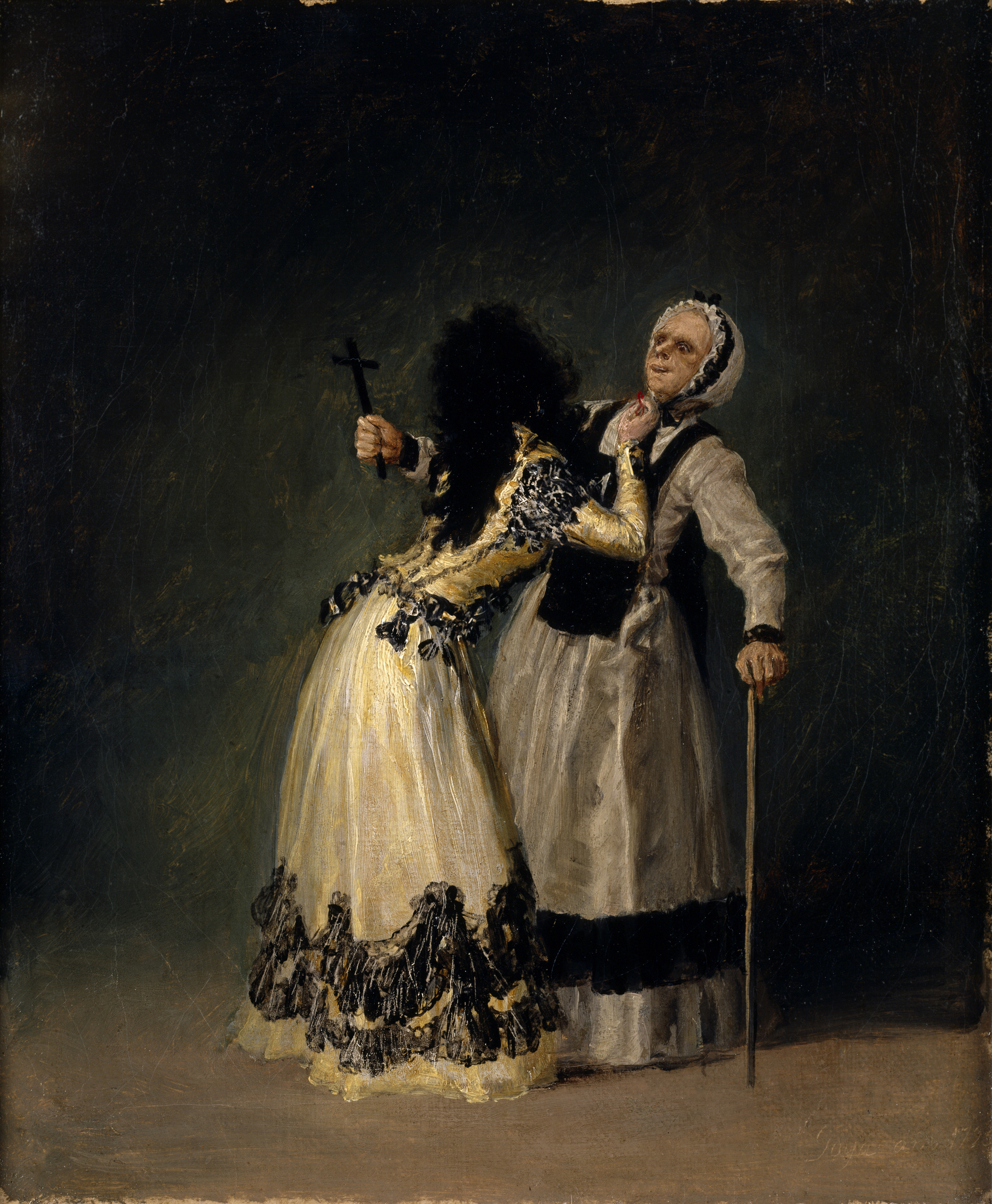
『アルバ女公爵とラ・ベアタ』1795年 プラド美術館所蔵
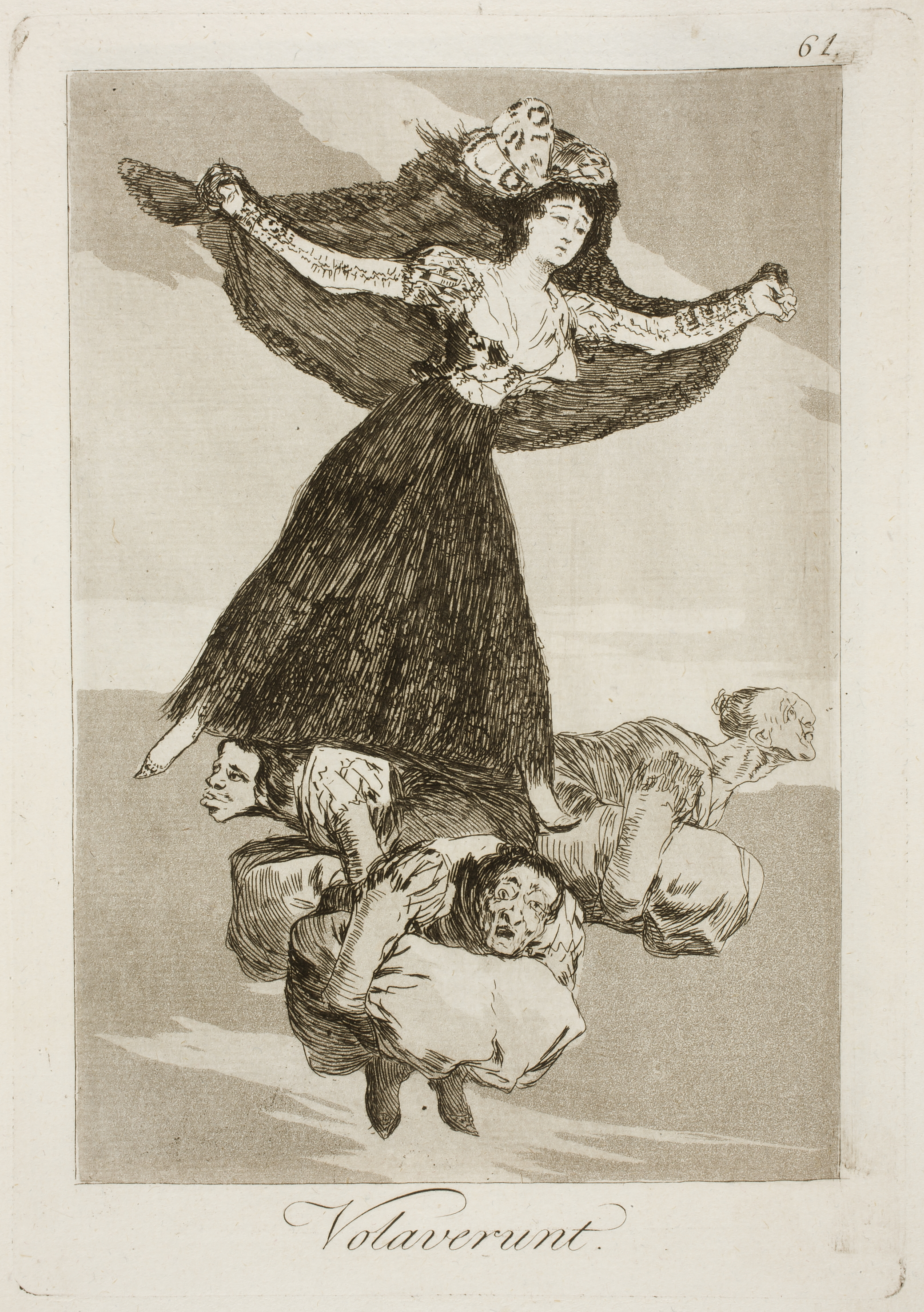
《ロス・カプリーチョス（英語版）》第61番「彼女は飛び去った」1797年-1799年